# Elsebeth-Klasse
Die Elsebeth-Klasse ist eine Schiffsklasse. Sie wurde von 1998 bis 2000 in Japan auf der Werft Iwagi Zosen Co., Ltd gebaut und besteht aus vier Kühlschiffen.

## Beschreibung
Mit einer Länge von 152 m, Breite von 23 m und einem Tiefgang von 8,7 m haben die Schiffe eine Vermessung von 10.532 BRZ und eine Tragfähigkeit von 10.346 tdw. Bei der Nenngeschwindigkeit von 21 Knoten mit 16.200 PS Leistung haben die Schiffe einen Tagesverbrauch von 44 t Schweröl für den Hauptmotor. Die vier Schiffe haben achtern angeordnete Deckshäuser und vier Laderäume mit je 4 Decks, einen Rauminhalt von insgesamt 15.515 m³ und 6.244 m³ Palettenstellfläche. 
Die 16 Compartments haben acht unabhängige Temperaturzonen. Die Ladungskühlanlage wurde für den Temperaturbereich von −30 °C bis +15 °C und 90fachen Luftwechsel ausgelegt und für den Betrieb mit kontrollierter Atmosphäre (CA) ausgestattet. An Deck befinden sich zusätzlich Stellplätze für Kühlcontainer (212 TEU bzw. 106 FEU), und es wurden 106 Kühlcontainersteckdosen installiert. Die an Deck mittig angeordneten vier Kräne heben je 2 × 36 und 2 × 8 Tonnen.
Der Antrieb erfolgt durch einen von Mitsubishi gebauten Zweitakt-Dieselmotor mit 16.200 PS Leistung, der eine Geschwindigkeit von 21,0 Knoten erlaubt. Insgesamt vier 4-Takt-Yanmar-Hilfsdiesel, je 2 vom Typ Yanmar 6N260L mit 1103 kW und 2 vom Typ Yanmar M200L-EN mit 552 kW dienen zur Stromversorgung.

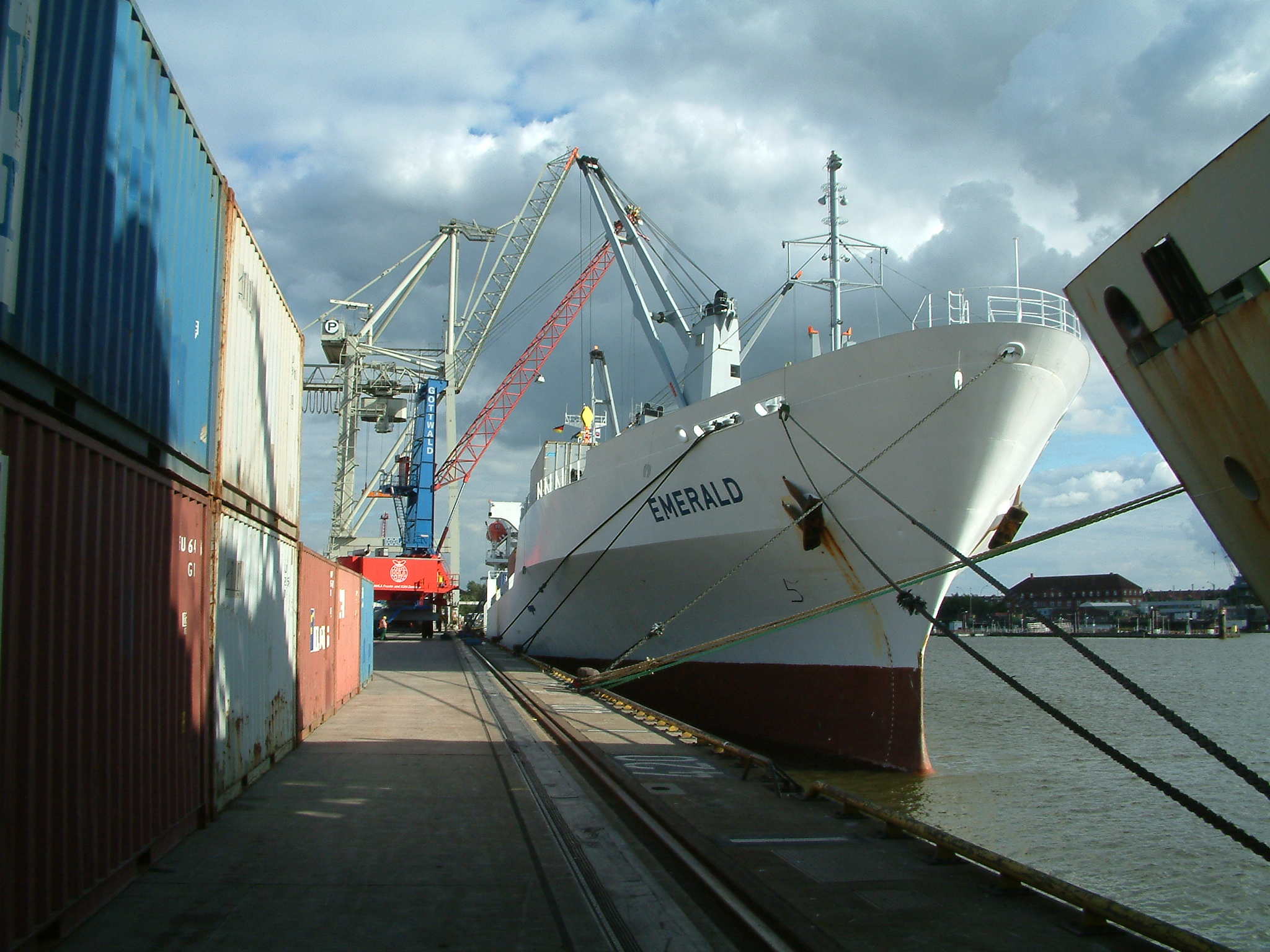
Bug der Emerald
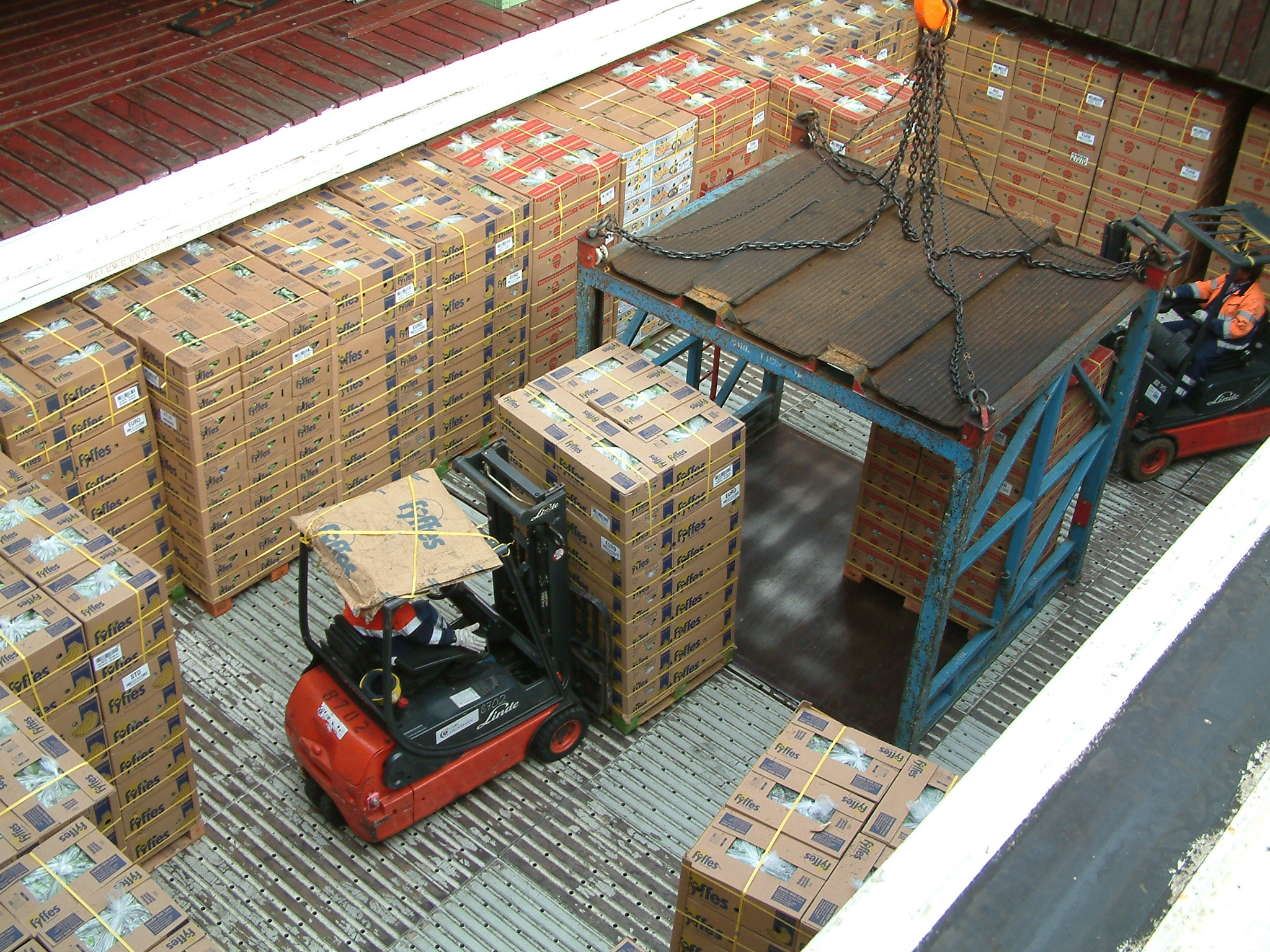
Luke der Emerald
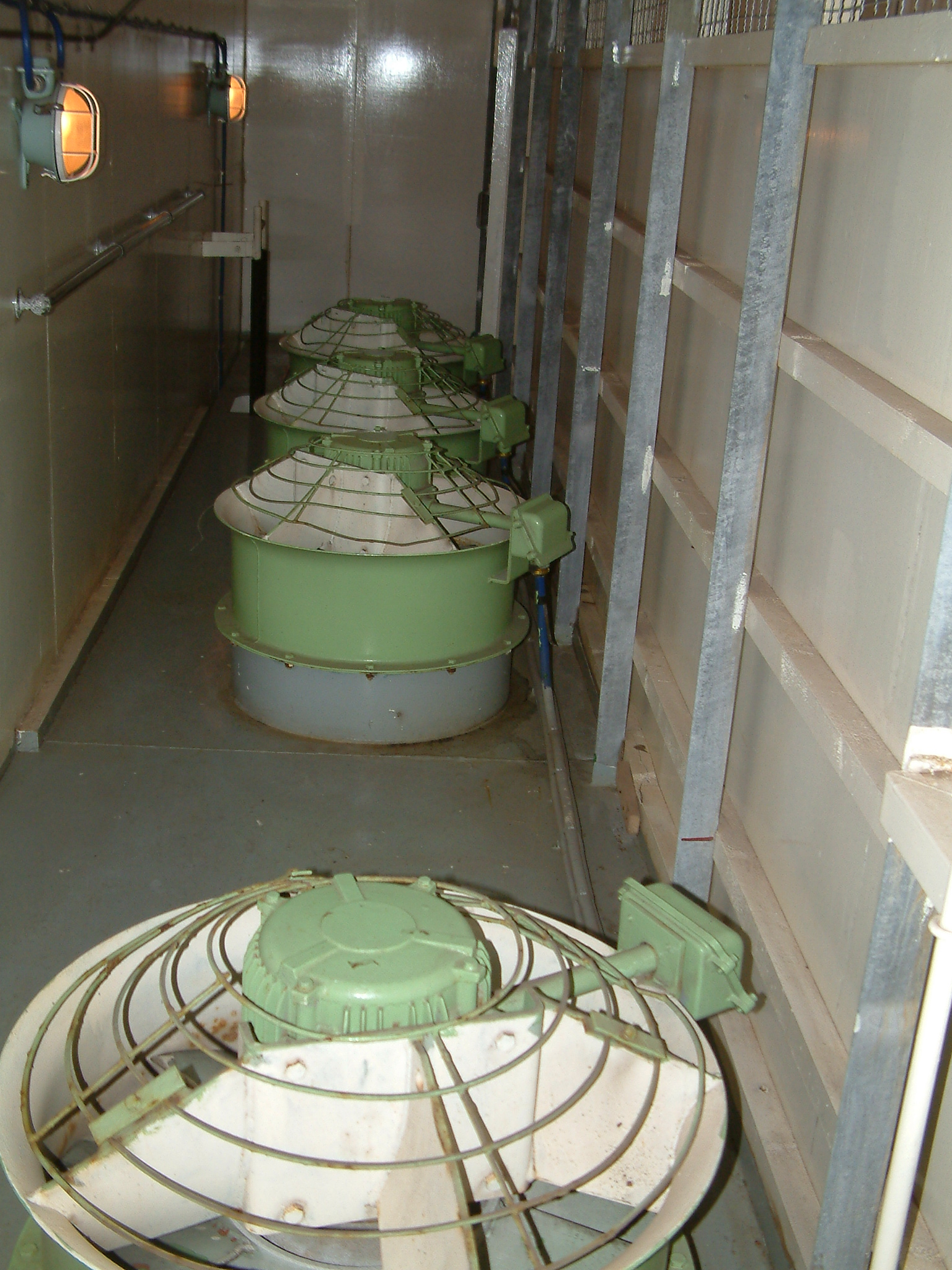
Umwälzlüfter
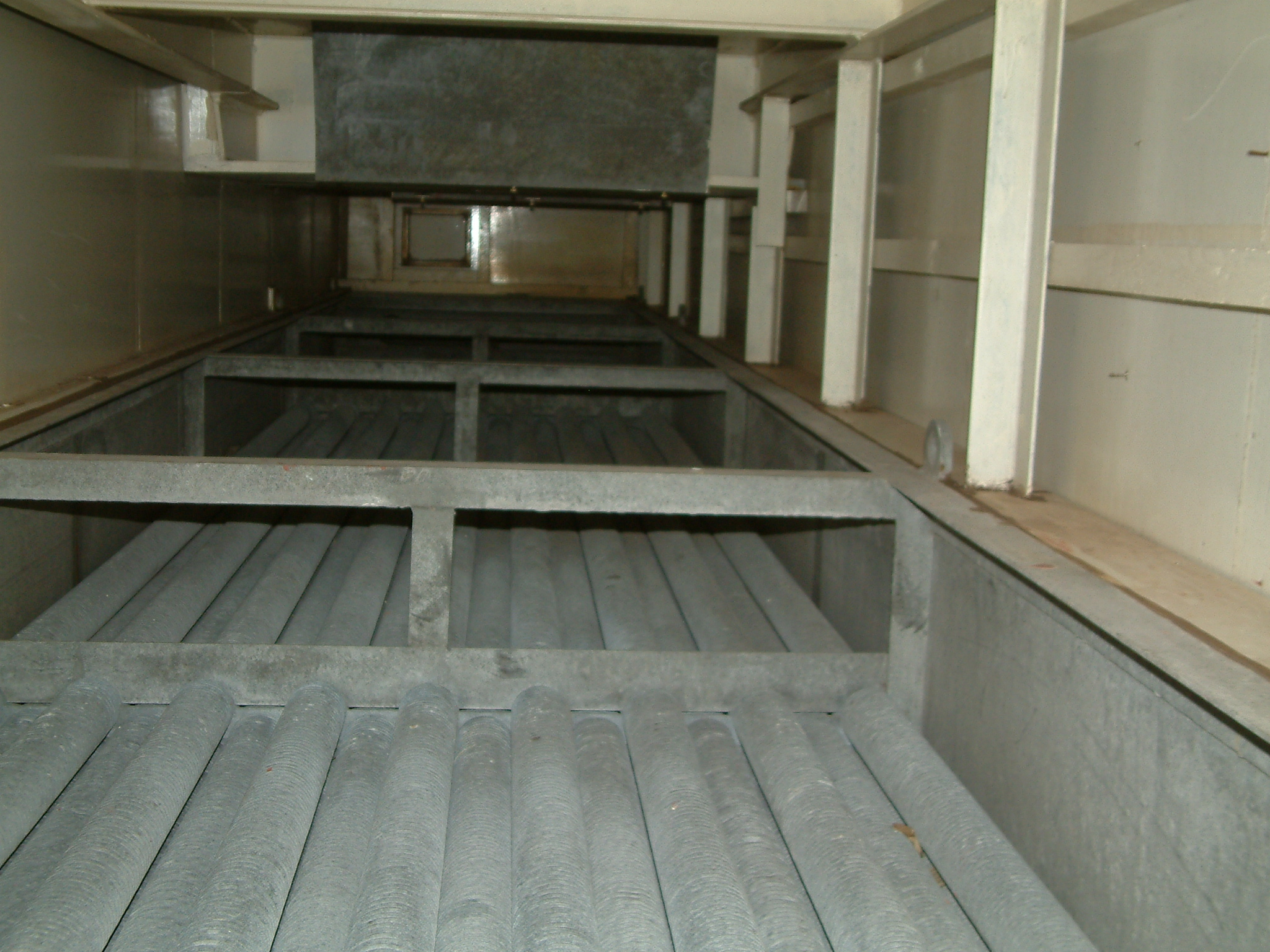
Luftkühler DSCF0055.JPG
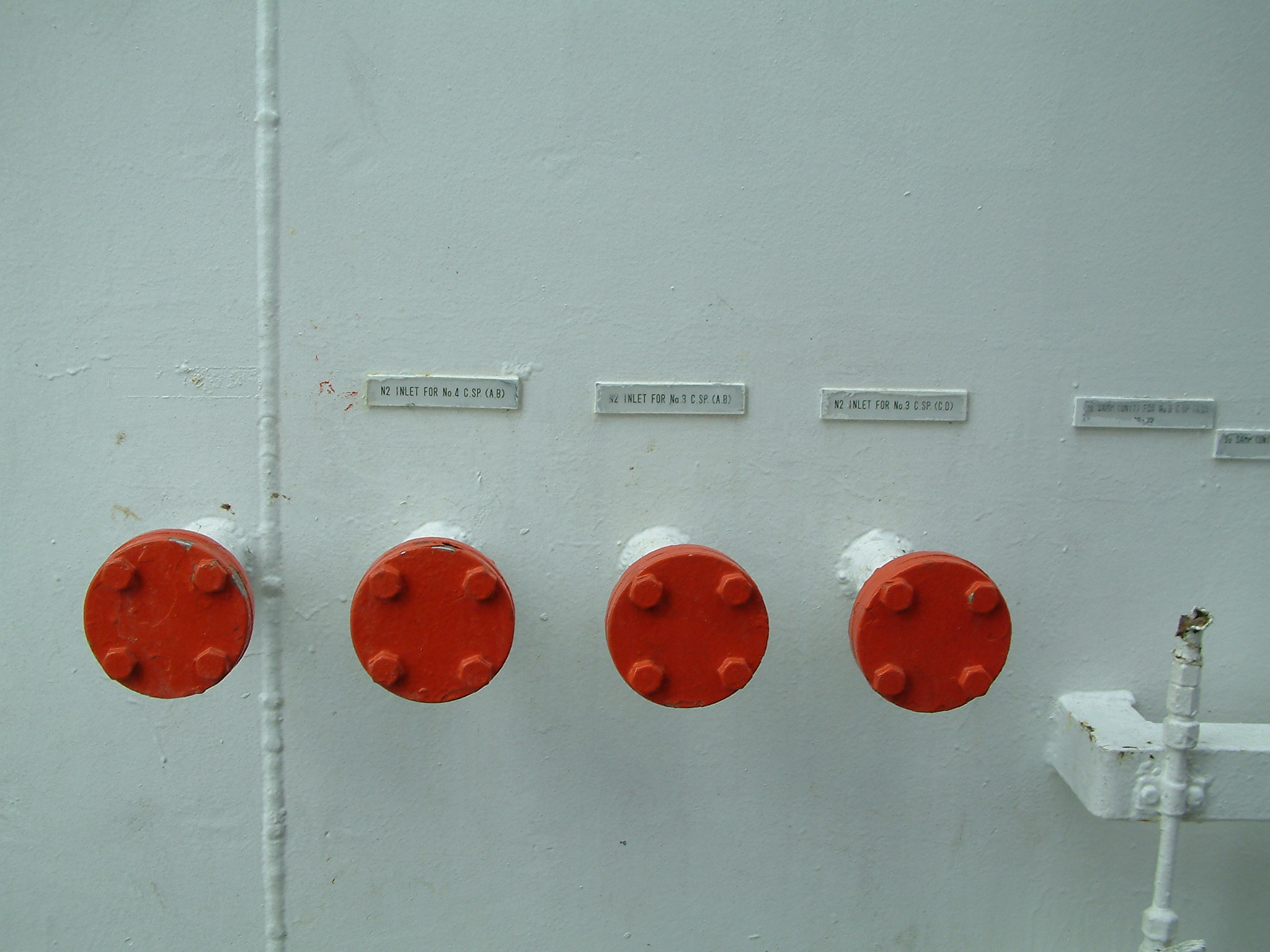
Stickstoff Anschlüsse für den CA-Betrieb

## Die Schiffe
| Elsebeth-Klasse | Elsebeth-Klasse | Elsebeth-Klasse | Elsebeth-Klasse | Elsebeth-Klasse                           | Elsebeth-Klasse | Elsebeth-Klasse            |
| Schiffsname     | Baunummer       | IMO-Nummer      | Ablieferung     | Auftraggeber                              | Auftraggeber Bemerkungen | Umbenennungen und Verbleib |
| --------------- | --------------- | --------------- | --------------- | ----------------------------------------- | --- | -------------------------- |
| Elsebeth        |                 | 9175901         | 1998            | United Ocean Enterprise Pte Ltd, Singapur | in Fahrt für Seatrade, „Elsebeth“ Schifffahrtsgesellschaft mbH & Co. KG, Hamburg; Vertragsreeder war die Triton Schiffahrts GmbH, Leer 2022 Umbau zum Tiertransporter | 2022: Cattle Force         |
| Esmeralda       |                 | 9181170         | 1999            | United Ocean Enterprise Pte Ltd, Singapur | in Fahrt für Esmeralda Beteiligungsgesellschaft Reefer-Flottenfonds mbH & Co. KG Hamburg; Vertragsreeder war die Triton Schiffahrts GmbH, Leer                        | 2019: Invincible           |
| Emerald         | 181             | 9202857         | 2000            | United Ocean Enterprise Pte Ltd, Singapur | in Fahrt für Seatrade, „Emerald“ Schifffahrtsgesellschaft mbH & Co. KG, Hamburg; Vertragsreeder war die Triton Schiffahrts GmbH, Leer                                 |                            |
| Elvira          | 182             | 9202869         | 2000            | United Ocean Enterprise Pte Ltd, Singapur | in Fahrt für Seatrade, „Elvira“ Schifffahrtsgesellschaft mbH & Co. KG, Hamburg; Vertragsreeder war die Triton Schiffahrts GmbH, Leer                                  |                            |